# Varuträsket
Varuträsket är en sjö i Skellefteå kommun i Västerbotten och ingår i Skellefteälvens huvudavrinningsområde. Sjön har en area på 5,92 kvadratkilometer och ligger 106 meter över havet.

## Delavrinningsområde
Varuträsket ingår i det delavrinningsområde (719999-173169) som SMHI kallar för Utloppet av Varuträsket. Medelhöjden är 119 meter över havet och ytan är 18,46 kvadratkilometer. Räknas de 12 avrinningsområdena uppströms in blir den ackumulerade arean 190,22 kvadratkilometer. Klintforsån som avvattnar avrinningsområdet har biflödesordning 2, vilket innebär att vattnet flödar genom totalt 2 vattendrag innan det når havet efter 29 kilometer. Avrinningsområdet består mestadels av skog (48 procent). Avrinningsområdet har 5,97 kvadratkilometer vattenytor vilket ger det en sjöprocent på 32,3 procent.